# Magyar Könyvészet
A Magyar Könyvészet című magyar bibliográfiai sorozatot nagyrészt Petrik Géza bibliográfus készítette a 19. század végén és a 20. század elején. Tulajdonképpen egy általános, több kötetes bibliográfia, amely az 1712 és 1910 között magyar nyelven megjelent könyvek (maga korában) teljes körűségre törekvő (mára részben bővítésre szoruló) jegyzékének tekinthető.
Később számos hasonló című munka jelent meg, amelyek egy része Petrik művéhez hasonlóan nagyobb időszakokat, míg más része 1-1 évet dolgozott fel kötetenként. Jelenleg (2021) az 1712 és 1991 közötti időszak nyomtatványai érhetőek el könyv formájában, 1960-ig nagyobb összefoglaló kötetekben, 1960-tól évenként megjelenő bontásban (bár ezek nem mindig pontosak). Az 1991 utáni időszakról csak válogatások ismertek.

## Története, jellemzői
A Magyar Könyvészet a Szabó Károly-féle Régi magyar könyvtár folytatásának céljából készült. Tartalma az 1712 és 1920 között magyar nyelven megjelent valamennyi tág értelemben vett irodalmi (azaz a szépirodalmi mellett filozófiai, teológiai, tudományos, közérdekű stb.) mű címének ABC-rendes, listaszerű összegyűjtése. (A XX–XXI. századi újabb kutatások azóta több, Petrikék által nem ismert művet hoztak napvilágra.)

## Újabb kiadása
1969-ben az Országos Széchényi Könyvtár az eredeti sorozat köteteit fakszimile kiadásban ismét megjelentette.

## Elektronikus elérhetőség
A sorozat egyes köteteit az MTA (REAL-EOD), a teljes művet HTML-formátumban az Arcanum Kft. digitalizálta.

## Petrik Géza sorozatának kötetbeosztása
A sorozat a következő köteteket foglalja magában:
| Kép | Feldolgozott időszak | Műcím | Elektronikus elérhetőség                                      | Kiadási hely, kiadási idő | Szerző                     |
| --- | -------------------- | --- | ------------------------------------------------------------- | ------------------------- | -------------------------- |
|     | 1712–1860            | Magyarország bibliographiája 1712–1860 (I–IV.). Könyvészeti kimutatása a Magyarországban s hazánkra vonatkozólag külföldön megjelent nyomtatványoknak - I. kötet. (4 rész.) A–G. (6, IV, 2 és 954 l.) Budapest, 1888. - II. kötet. (4 rész.) Gy–O. (4 és 957 l.) Budapest, 1890. - III. kötet. (4 rész.) Ö–Z. (4 és 900 l.) Budapest, 1891. - IV. kötet. (2 rész.) Pótlék. Szerzők névmutatója betűrendben. (347 l.) 1892–1897. | REAL-EOD I. – II. – III. – IV., Arcanum I. – II. – III. – IV. | Budapest, 1888–1897       | Petrik Géza                |
|     | 1860–1875            | Magyar könyvészet 1860–1875. Jegyzéke az 1860–1875. években megjelent magyar könyvek- és folyóiratoknak - (CXLVII, 467 l.) Budapest, 1885. | Arcanum                                                       | Budapest, 1885            | Petrik Géza                |
|     | 1876–1885            | Magyar könyvészet 1876–1885. Jegyzéke az 1876–1885. években megjelent, vagy ujolag kiadott magyar könyveknek és térképeknek - (8-r. CXLIII és 554 l.) Budapest, 1890. | Arcanum                                                       | Budapest, 1890            | Kiszlingstein Sándor       |
|     | 1886–1900            | Magyar Könyvészet 1886–1900 (I–II.). Az 1886–1900. években megjelent magyar könyvek, atlaszok és térképek összeállítása - I. kötet. A könyvek betűsoros jegyzéke. Térképek és atlaszok. A szerzők névmutatója. (1107 l.) Budapest, 1908. - II. kötet. Tárgymutató: Aba Sámuel–Zwingli. Pótlás kötet. (465 l.) Budapest, 1913.                                                                                                   | Arcanum                                                       | Budapest, 1908–1913       | Petrik Géza                |
|     | 1901–1910            | Magyar könyvészet 1901–1910. Az 1901–1910. években megjelent magyar könyvek, folyóiratok, atlaszok és térképek összeállítása a tudományos folyóiratok repertóriumával (I–II.) - I. kötet. A–K. (757 l.) Budapest, 1917 - II. kötet. Lakatos–Zugliget. (430 l.) Budapest, 1928 | Arcanum I., II.                                               | Budapest, 1917–1928       | Petrik Géza és Barcza Imre |

## Fakszimile kiadás
A sorozatnak egyetlen fakszimile kiadása létezik, amely az Országos Széchényi Könyvtár gondozásában jelent meg 1967 és 1969 között. Ebben Petrik kötetei mellett szerepelt Szabó Károly Régi magyar könyvtára  és a Kozocsa Sándor-féle Magyar könyvészet 1911–1920 is.

## Kiegészítések a „Magyarország bibliographiája 1712–1860” 4 kötetéhez
| Feldolgozott időszak | Műcím | Elektronikus elérhetőség | Kiadási hely, kiadási idő, ISBN              | Oldalszám | Szerző                                               |
| -------------------- | --- | ------------------------ | -------------------------------------------- | --------- | ---------------------------------------------------- |
| 1712–1860            | Magyarország bibliographiája 1712–1860 V. Pótlások |                          | Budapest, 1971                               | 561 p     | szerk. Komjáthy Miklósné                             |
| 1712–1860            | Magyarország bibliographiája 1712–1860 VI. Nyomda- és kiadástörténeti mutató |                          | Budapest, 1972                               | 567 p     | szerk. Markos Béla                                   |
| 1712–1860            | Magyarország bibliographiája 1712–1860 VII. Pótlások. 1701-1860 között megjelent magyarországi (és külföldi magyar nyelvű) nyomtatványok                                                      |                          | Budapest, Budapest, 1989, ISBN 963-200-269-5 | 570 p     | szerk. Pavercsik Ilona                               |
| 1712–1860            | Magyarország bibliographiája 1712–1860 VIII. Függelék, Nyomda- és kiadástörténeti mutató |                          | Budapest, 1991, ISBN 963-200-285-7           | 574 p     | szerk. V. Ecsedy Judit                               |
| 1712–1860            | Magyarország bibliographiája 1712–1860 IX. Pótlások. 1701–1800 között megjelent magyarországi (és külföldi magyar nyelvű) nyomtatványok                                                       |                          | Budapest, 2017, ISBN 978-963-200-667-3       | 495 p     | összeáll. és szerk. Kovács Eszter és V. Ecsedy Judit |
| 1712–1860            | Magyarország bibliographiája 1712–1860 X. Nyomda- és kiadástörténeti mutató a IX. kötetben közreadott magyarországi (és külföldi magyar nyelvű) 1701 – 1800 között megjelent nyomtatványokhoz |                          | Budapest, 2018, ISBN 978-963-200-691-8       | 400 p     | összeáll. és szerk. Kovács Eszter és V. Ecsedy Judit |

## A sorozat folytatása
Petrik Géza halála után felmerült az igény a sorozat folytatására. Ennek 1911 és 1920 közötti részét Kozocsa Sándor készítette el 1939 és 1942 között 2 kötetben. Az 1960-as években dolgozták fel a második világháború utáni másfél évtized könyvanyagát.
A két világháború közötti időszak könyvészetét Pikler Blanka kezdte megjelentetni:
- Magyar Könyvészet 1921–23. Az 1921–23-as években megjelent könyvek betűrendes jegyzéke és tárgymutatója. Budapest, 1924. Magyar Könyvkiadók és Könyvkereskedők Egyesületének Kiadása (491 l.)

Művet azonban nem folytatta. Hasonlóan rövid időszakot (ráadásul nem is teljes körűen ölel fel a következő mű:
- Irodalmi tájékoztató 1937-1940. Válogatott magyar könyvek jegyzéke, Budapest, 1940. (511 l.)

Végül csak az 1980-as években került sor a két világháború közötti időszak teljes bibliográfiájának megszerkesztésére. 2005-ben az Arcanum Kft. digitalizálta.
Az 1960 utáni időszakról összefoglaló bibliográfia nincs forgalomban. (Bár állítólag készült 1989-ben Mikó Lajosné szerkesztésében egy Magyar könyvészet, 1961-1975 nyelvészet, irodalom rész.) Az egyes évekről azonban rendszeresen készítenek bibliográfiákat (pl. Magyar Könyvészet 1973 I–II.)
| Feldolgozott időszak | Műcím | Elektronikus elérhetőség | Kiadási hely, kiadási idő | Szerző                                                |
| -------------------- | --- | ------------------------ | ------------------------- | ----------------------------------------------------- |
| 1911–1920            | Magyar könyvészet 1911–1920 (I–II.) - I. kötet. Budapest, 1939. - II. kötet. Budapest, 1942. | Arcanum I. – II.         | Budapest, 1939–1942       | Kozocsa Sándor                                        |
| 1945–1960            | Magyar Könyvészet 1945–1960 (I–V.) - I. kötet. Általános művek – vallás – filozófia – társadalomtudományok – nyelvészet. (719 l.) Budapest, 1965. - II. kötet. Természettudományok – orvostudomány – mezőgazdaság. (382 l.) Budapest, 1966. - III. kötet. Műszaki tudományok – Technika. (608 l.) Budapest, 1967. - IV. kötet. Művészetek, Irodalom, Földrajz, Történelem. (616 l.) Budapest, 1964. - V. kötet. Betűrendes mutató az 1–4. kötethez – Pótlások az 1-4. kötethez. (911 l.) Budapest, 1968. - (számozatlan kötet). A Magyarországon nyomtatott térképek szakosított jegyzéke. (96 l.) Budapest, 1965. - (számozatlan kötet). A Magyarországon nyomtatott zeneművek szakosított jegyzéke. (360 l.) Budapest, 1969.    |                          | Budapest, 1965–1968       | szerk. Sebestyén Géza, Nemes Klára                    |
| 1921–1944            | Magyar Könyvészet 1921–1944 (I–VII.) - I. kötet. Általános művek – filozófia – vallás. (841 l.) Budapest, 1983. - II. kötet. Társadalomtudományok 1. Társadalom – politika – közgazdaságtan. (608 l.) Budapest, 1984. - III. kötet. Társadalomtudományok 2. Jog – Közigazgatás – Népjólét – Pedagógia – Néprajz. (715 l.) Budapest, 1985. - III/A. köt. Alsó- és középfokú iskolai tankönyvek (228 l.), 1998. - IV. kötet. Természettudományok – Orvostudomány – Technika – Mezőgazdaság. (770 l.) Budapest, 1992. - V. kötet. Művészet – sport – földrajz – életrajz – történelem. (787 l.) Budapest, 1989. - VI. kötet. Nyelvészet – irodalom. (540 l.) Budapest, 1981. - VII. kötet. Magyar irodalom. (647 l.) Budapest, 1980. |                          | Budapest, 1980–1992       | szerk. Komjáthy Miklósné, Kertész Gyula, Kégli Ferenc |

## Egyéb Magyar Könyvészetek
Magyar Könyvészet címmel, majd Bibliographia Hungarica párhuzamos címmel, megszakításokkal, folyóiratként jelent meg egy könyvjegyzék 1855 és 1887 között. Az első két évfolyam Magyar Mihály könyvkereskedésének kiadásában, majd hosszú szünet után az Aigner könyvkereskedés kiadásában 1869-től még két évfolyam jelent meg. 1877-től a Budapesti Könyvkereskedő-segédek Egylete, majd 1879-től a Magyar Könyvkereskedők Egylete adta ki. Digitalizálva megtalálható a REAL-J-ben.

### A Magyar Mihály-féle Magyar Könyvészet (1855–1857)
Részei:
- Magyar Könyvészet: A honi új-irodalom és művészet terjesztésére, Pest, 1855-1856. (1. évfolyam, 1-14. szám, 224 l.)
- Magyar Könyvészet: A honi új-irodalom és művészet terjesztésére, Pest, 1857. (2. évfolyam, 1-11. szám, 87 l.)

### Az Aigner Lajos-féle I. Magyar Könyvészet (1869–1870)
Kötetei:
- I. folyam. (n. 8r. 16, 48, 16, 16, 16, 24, 24, 32 l.) Pest, 1869.
- II. folyam. (24, 16, 16 l.) Pest, 1870.

### Az Aigner Lajos-féle II. Magyar Könyvészet (1881)
Egy kötete jelent meg:
- Magyar Könyvészet. Teljes jegyzéke a Magyarországban ujonnan megjelent könyvek-, zeneművek- és térképeknek, valamint folyóiratok- és hirlapoknak. 1881. 1–10. szám. Január–deczember. Budapest, 1881.

### Magyar Könyvészet (1876–1890)
Alcíme: Jegyzéke a megjelent uj, vagy újólag kiadott magyar könyveknek és térképeknek, az alakok, lapszámok, megjelenési helyek, kiadók, és árak fölemlitésével és tudományos szakmutatóval. Függelékül a magyar hirlapok és folyóiratok. 8° Budapest. «Magyar könyvkereskedők egylete.»
- I. évfolyam: 1876. megjelent könyvek és hirlapok és folyóiratok 1877-ben. A budapesti könyvkereskedő-segédek egylete megbizásából összeállitotta Makáry Gerő. (XXVII, 971.) 1877.
- II. évfolyam: 1877. megjelent könyvek és hirlapok s folyóiratok 1878-ban. Összeállitotta Makáry Gerő. (XX. 80 l.) 1878.
- III. évfolyam: 1878. megjelent könyvek és hirlapok s folyóiratok 1879-ben. A «magyar könyvkereskedők egylete» megbizásából összeállitotta Makáry Gerő. (XXI, 86 l.) 1879.
- IV. évfolyam: 1879. megjelent könyvek és hirlapok s folyóiratok 1881-ben. Összeállitotta Aigner Károly. (XIX, 82 l.) 1881.
- V. évfolyam: 1880. megjelent könyvek és hirlapok s folyóiratok 1882-ben. Összeállitotta Makáry Gerő. (XXI, 100 l.) 1882.
- VI. évfolyam: 1881. megjelent könyvek és hirlapok s folyóiratok 1882-ben. Összeállitotta Makáry Gerő. (XXI, 100 l.) 1882.
- VII. évfolyam: 1883. megjelent könyvek és hirlapok s folyóiratok 1883-ban. Összeállitotta Makáry Gerő. (XX, 92 l.) 1883.
- VIII. évfolyam: 1883. megjelent könyvek és hirlapok s folyóiratok 1884-ben. A «Csak szorosan» könyvkereskedő-segédek egylete megbizásából összeállitották: Koczányi Béla és Zunft Antal. (XIX, 100 l.) 1884.
- IX. évfolyam: 1884. megjelent könyvek és hirlapok s folyóiratok 1885-ben. Összeállitották Koczányi Béla és Zunft Antal. (XXVIII, 123 l.) 1885.
- X. évfolyam: 1886. Jegyzéke az 1885. évben megjelent új, vagy újólag kiadott Magyar könyveknek és térképeknek (10. évfolyam)
- XI. évfolyam: 1887. Jegyzéke az 1886. évben megjelent új, vagy újólag kiadott Magyar könyveknek és térképeknek (11. évfolyam)
- XII. évfolyam: 1888. Jegyzéke az 1887. évben megjelent új, vagy újólag kiadott Magyar könyveknek és térképeknek (12. évfolyam)
- XIII. évfolyam: 1889. Jegyzéke az 1888. évben megjelent új, vagy újólag kiadott Magyar könyveknek és térképeknek (13. évfolyam)
- XIV. évfolyam: 1890. Jegyzéke az 1889. évben megjelent új, vagy újólag kiadott Magyar könyveknek és térképeknek (14. évfolyam)

### Magyar Könyvkereskedők Évkönyve – Magyar könyvészet (1891–1920?)
A Magyar Könyvkereskedők Évkönyve – Magyar könyvészet ugyancsak egy folyóirat volt, amely 1890-től jelent meg, kiadója a Magyar könyvkereskedők egylete volt.
- I. évfolyam. I. Magyar könyvészet 1890. Összeállitotta Glück Soma. – II. Könyvkereskedelmi üzletcimtár. – III. Közhasznú üzleti tudnivalók. – Heckenast Gusztáv életrajzával és arcképével. Irta Sennowitz Adolf. (8-r. LXXV és 200 l.) Budapest, 1891. Magyar könyvkereskedők egylete.
- II. évfolyam. I. Magyar Könyvészet 1891. Összeállitotta Glück Soma stb. Lampel Róbert életrajzával és arcképével. Irta Sennowitz Adolf. (8-r. XXXV, 11, XXXVII–LXIII és 226 l.) Budapest, 1892.
- III. évfolyam. I. Magyar Könyvészet 1892. Összeállitotta Glück Soma stb. Emich Gusztáv életrajzával és arcképével. Irta Sennowitz Adolf. (8-r. LXXX és 224 l.) Budapest, 1893.
- IV. évfolyam. I. Magyar Könyvészet, 1893. Összeállitotta Glück Soma. – II. Zeneművek jegyzéke. – III. Könyvkereskedelmi üzletcimtár. – IV. Közhasznú üzleti tudnivalók. Jurany Vilmos életrajzával és arcképével. Irta Sennowitz Adolf. (8-r. XLIV és 256 l.) Budapest, 1894.
- V. évfolyam. I. Magyar Könyvészet 1894. Összeállitotta Glück Soma stb. Wigand Ottó életrajzával és arcképével. Irta Sennowitz Adolf. (8-r. LVII és 284 l.) Budapest, 1895.
- VI. évfolyam. I. Magyar Könyvészet 1895. Összeállitotta Glück Soma stb. Hartleben Konrád Adolf életrajzával és arcképével. Irta Sennowitz Adolf. (8-r. LVIII és 294 l.) Budapest, 1896.
- VII. évfolyam. I. Magyar Könyvészet 1896. Összeállitotta Glück Soma stb. Tettey Nándor életrajzával és arcképével. Irta Sennowitz Adolf. (8-r. LVI és 288 l.) Budapest, 1897.
- VIII. évfolyam. I. Magyar Könyvészet 1897. Összeállitotta Glück Soma stb. A két Hochmeister életrajzával és a »Csak Szorosan« magyarországi könyvkereskedő-segédek egyesületének huszonötéves történetével. Irta Sennowitz Adolf. (8-r. XVII és 285 l.) Budapest, 1898.
- IX. évfolyam. I. Magyar Könyvészet 1898. Összeállitotta Glück Soma stb. Pfeifer Ferdinánd életrajzával és arcképével. Irta Sennowitz Adolf. (8-r. LVI és 325 l.) Budapest, 1899.
- X. évfolyam. I: Magyar könyvészet 1899. Összeállitotta Glück Soma stb. A Kilián-család történetével Sennowitz Adolftól és ifj. Kilián György arcképével. (8-r. XCVIII és 328 l.) Budapest, 1900.
- XI. évfolyam. Budapest, 1901.
- XII. évfolyam. Szerkesztette Rényi Károly. (XCIX, XXXIII, 323 l.) 1902.
- XIII. évfolyam. Szerkesztette Rényi Károly. (XLV, 410 l.) 1903.
- XIV. évfolyam. Szerkesztette Rényi Károly. (XXXVII, 308 l.) 1904.
- XV. évfolyam. Szerkesztette Rényi Károly. (XLI, 314 l.) 1905.
- XVI. évfolyam. Szerkesztette Rényi Károly. (XXXVIII, 311 l.) 1906.
- XVII. évfolyam. Szerkesztette Rényi Károly. (CXVI, 303 l. 1 arckép.) 1907.
- XVIII. évfolyam. Szerkesztette Rényi Károly. (LXIII, 431 l. 1 arck.) 1908.
- XIX. évfolyam. Szerkesztette Steinhofer Károly. (LXXXV, 468 l. 1 arckép.) 1909.
- XX. évfolyam. évfolyam. Szerkesztette Steinhofer Károly. (LXXXIII, 415 l. 1 arck.) 1910.
- XXI. évfolyam. I. Magyar Könyvészet, 1910. II. Könyvkereskedelmi üzletcímtár. III. Közhasznú üzleti tudnivalók. Szerk.: Steinhofer Károly. 1911. 392, 164 l.
- XXII. évfolyam. I. Magyar Könyvészet. 1911. II. Könyvkereskedelmi üzletcímtár. III. Közhasznú üzleti tudnivalók. Szerk.: Steinhofer Károly. 1912. 377 l.
- XXIII. évfolyam. I. Magyar Könyvészet. 1912. II. Könyvkereskedelmi üzletcímtár. III. Közhasznú üzleti tudnivalók. Szerk.: Steinhofer Károly. 1913. 389 l.
- XXIV. évfolyam. I. Magyar Könyvészet. 1913. II. Könyvkereskedelmi üzletcímtár. III. Közhasznú üzleti tudnivalók. Szerk.: Márton Kálmán. 1914. XLVIII, 422 l.
- XXV. évfolyam. I. Magyar Könyvészet, 1914. II. Könyvkereskedelmi üzletcímtár. Szerk.: Kőhalmi Béla–Pikler Blanka. 1915. LXV, 230 l.
- XXVI. évfolyam. I. Magyar Könyvészet. 1915. II. Könyvkereskedelmi üzleti címtár. Szerk.: Kőhalmi Béla–Pikler Blanka. 1916. 167 l.
- XXVII. évfolyam. I. Magyar Könyvészet. 1916. II: Könyvkereskedelrm üzleti címtár. Szerk.: Kőhalmi Béla–Pikler Blanka. 1917. 206 l.
- XVIII. évfolyam. I. Magyar Könyvészet. 1917. II. Könyvkereskedelmi üzleti címtár. Szerk.: Kőhalmi Béla–Pikler Blanka. 1918. 220 l.

### Magyar Könyvészet (1963–1991)
1963-tól évenként jelentek meg Könyvészetek, amelyek az 1960-at követő időszakra összefoglalások Fügedi Péterné szerkesztésében:
- Magyar könyvészet, 1961-1962. Bp., 1963. XV, 1137 p.
- Magyar könyvészet, 1963. Bp., 1964. XXII, 736 p.
- Magyar könyvészet, 1964. Bp., 1965. XXII, 827 p.
- Magyar könyvészet, 1969. Bp., 1971. ?
- Magyar könyvészet, 1970. Bp., 1973. IX, 1034 p.
- Magyar könyvészet : Tankönyvek : 1969-1970. Bp., 1973. XVIII, 431 p.
- Magyar könyvészet. 1971. Bp., 1974. XII, 1235 p.
- Magyar könyvészet. 1972. Bp., 1977. XII, 1088 p.
- Magyar könyvészet. 1974. Bp., 1980. ? p.
- Magyar könyvészet, 1976. Bp., 1979. XVIII, 777 p.

A sorozat 1991-ig létezett.

### Egyéb, hasonló tematikájú (általános) könyvészeti sorozatok
Hasonló jellegű sorozat volt az 1950-es évektől Általános könyvjegyzék (ilyen címmel korábban magánkiadók is adtak ki kereskedelmi füzeteket, hasonlóan egyes könyvtárakhoz), illetve az 1990-es években a Könyvek Magyarországon. Ezeknek kötetei 1-1 évet öleltek fel, és kevésbé voltak részletesek a Magyar Könyvészetnél.
- Általános Könyvjegyzék, az ... évben Magyarországon megjelent és forgalomba került könyvek jegyzéke könyvterjesztők és könyvtárosok részére / összeáll. az Állami Könyvterjesztő Vállalat Bibliográfiai Csoportja; szerk. Bak János:[25]
  - 1951-1991. Közreadó: Állami Könyvterjesztő Vállalat (1950/1951-1955, 1958/1959-1962), Könyvkiadók és Terjesztők Tájékoztató Központja (1956-1957, 1963-1967), Magyar Könyvkiadók és Könyvterjesztők Egyesülése (1968-)
- (szerk.) Bereczky László: Magyar könyvek könyve. Bibliográfia, Országos Széchényi Könyvtár, Budapest, 1985[26]
- Könyvek Magyarországon, Századvég Kiadó, Magyar Könyvkiadók és Könyvterjesztők Egyesülése; szerk. Gyurgyák János:[27]
  - Könyvek Magyarországon 1993
  - Könyvek Magyarországon 1994-95
  - Könyvek Magyarországon 1996-97
- (összeáll.) Munkácsi Piroska: Magyar könyvészet: a Magyarországon megjelent grafikai plakátok és metszetek címjegyzéke, Országos Széchényi Könyvtár, Budapest, 1965-1969
- Új könyvek-sorozat